# Terra-Nostra-Park

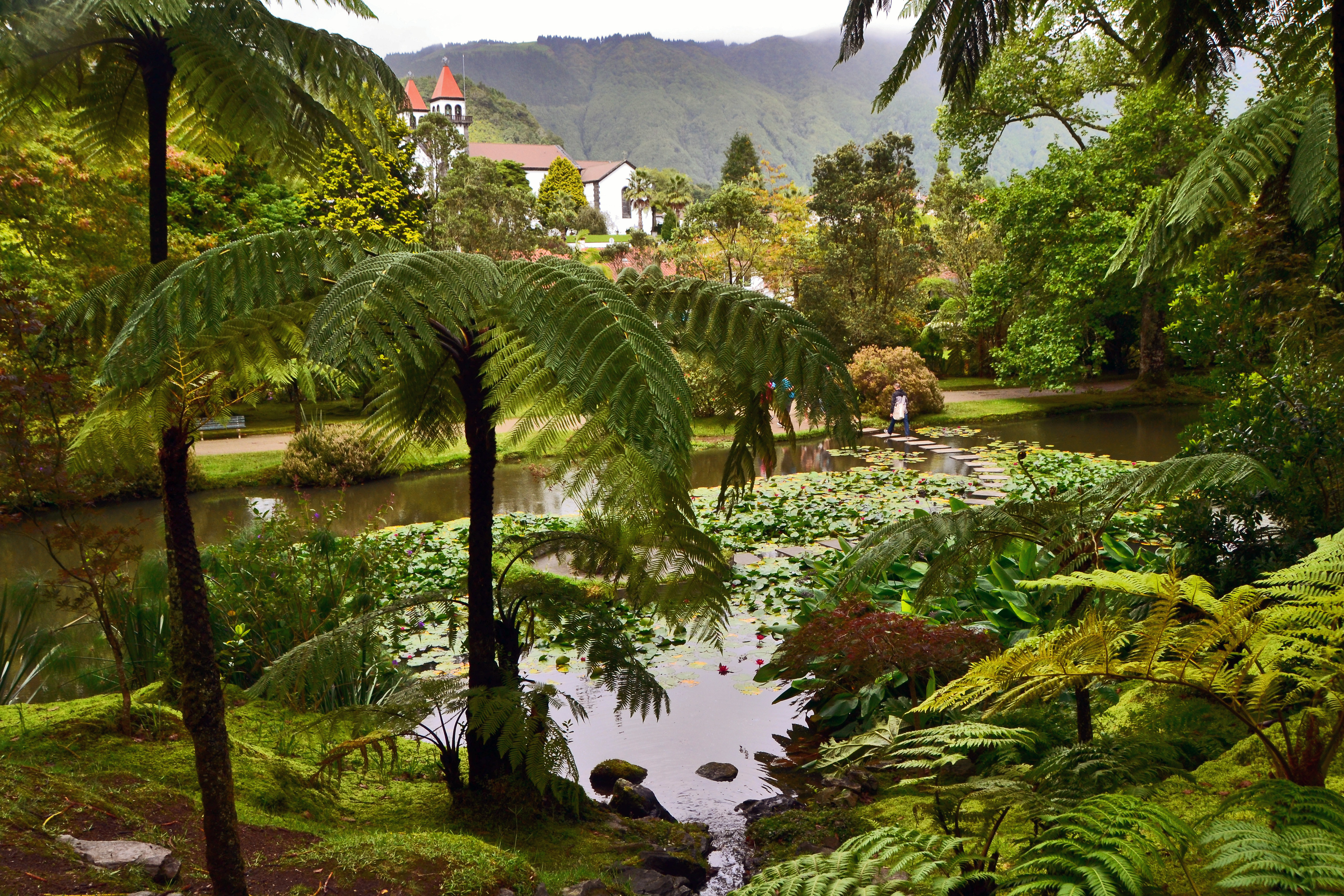
Terra Nostra – ein botanisches Paradies

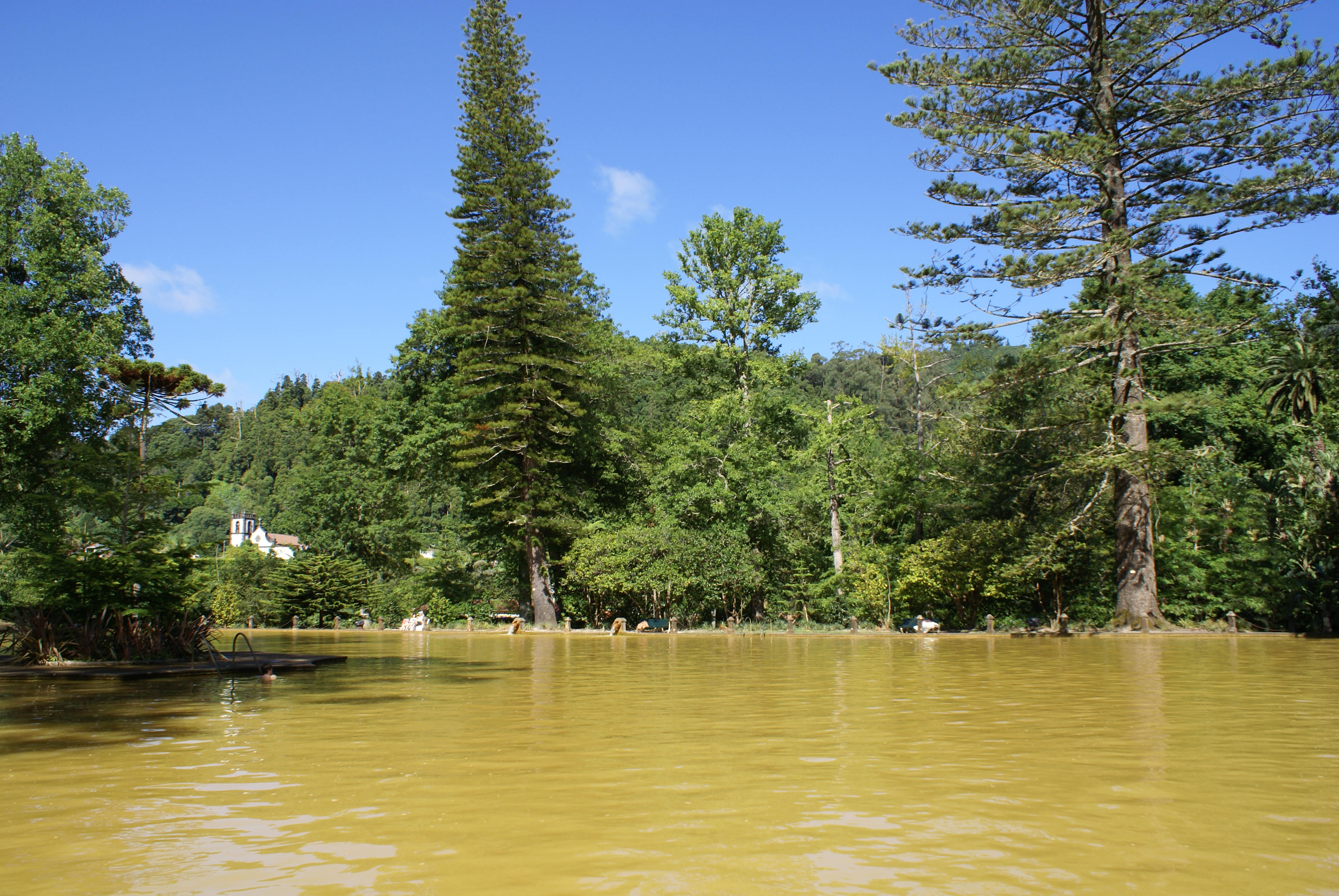
Park Terra Nostra, eisenhaltiges Thermalschwimmbad

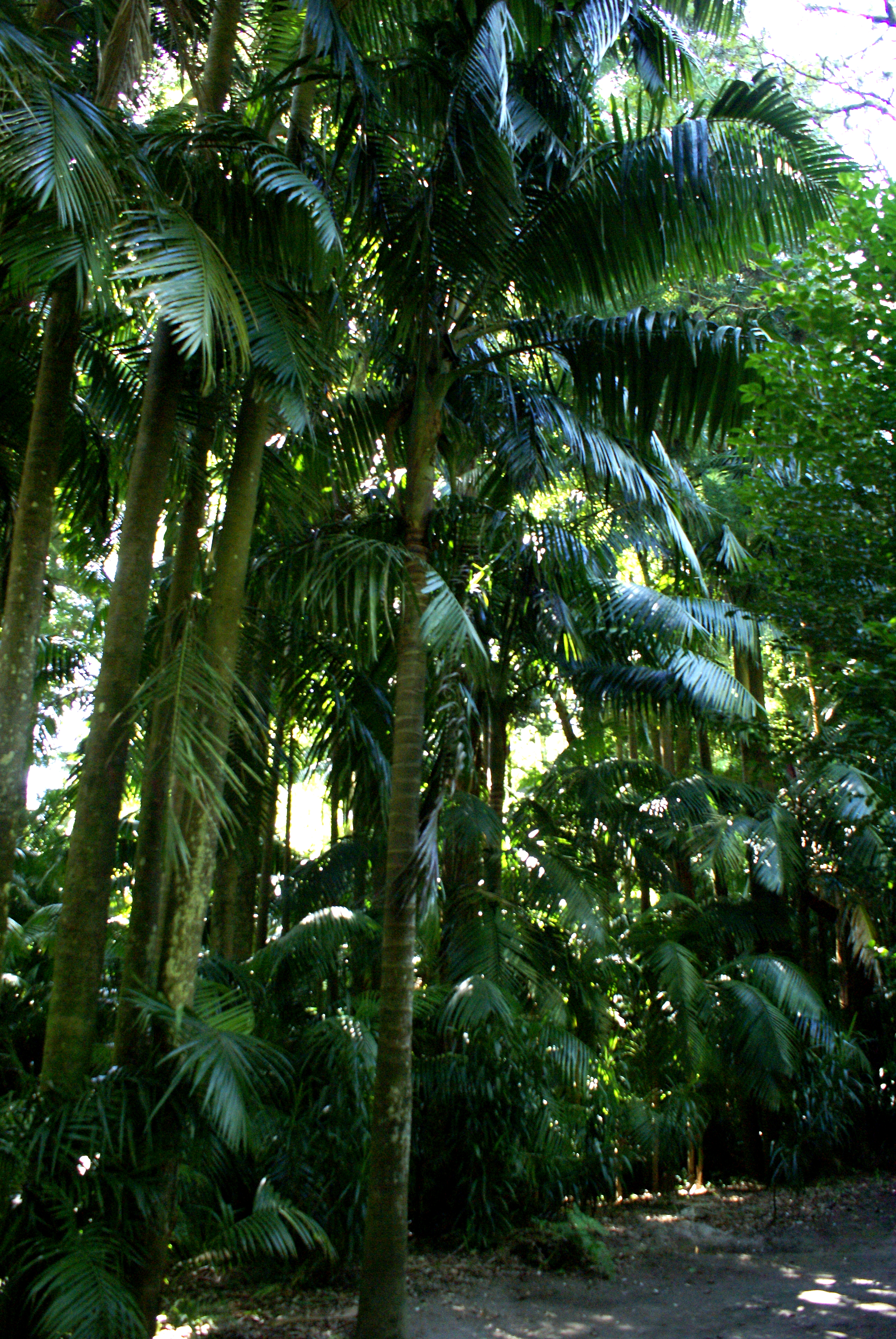
Park Terra Nostra, Palmenwald

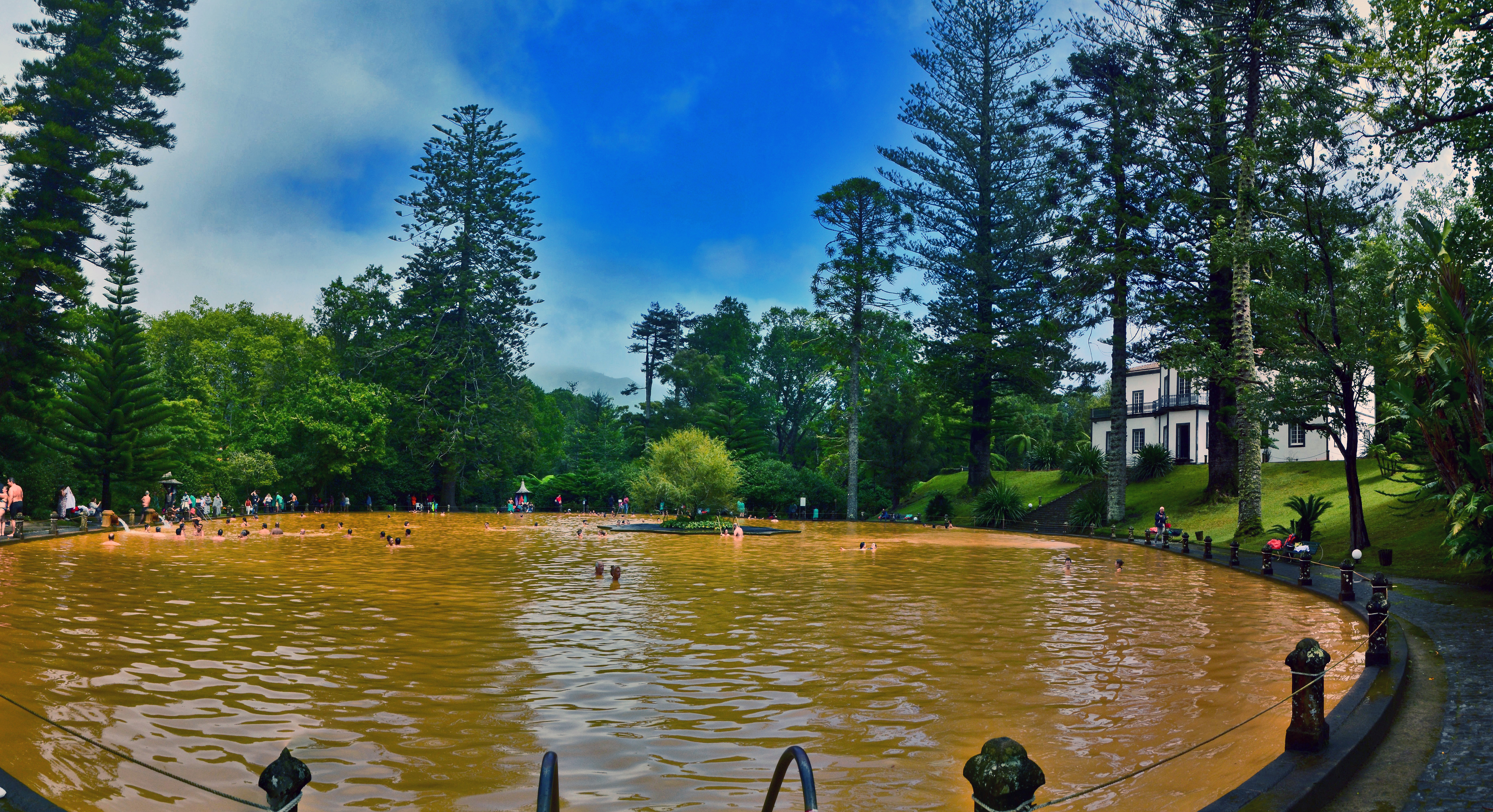
Thermalsee im Parque Terra Nostra

Der Terra-Nostra-Park („Unsere-Erde-Park“) ist ein botanischer Garten in Furnas im Kreis Povoação auf der portugiesischen Azoren-Insel São Miguel.
Der Park enthält eine der größten Sammlungen von Kamelien in der Welt mit über 600 verschiedenen Arten und auch Europas größte Sammlung von Sagopalmfarnen.
Die Gründung des Gartens geht auf das Jahr 1780 zurück, als der damalige Konsul der Vereinigten Staaten von Amerika auf der Insel São Miguel, Thomas Hickling, hier seine Sommerresidenz erbaute, die dann als Yankee Hall bekannt wurde.
Erst in der Mitte des 19. Jahrhunderts wuchs die Fläche von zwei Hektar allmählich an. Die Viscondes da Praia oder später die Familie Bensaude erweiterten das Gelände zu ansprechender Größe. Es wurden Wasser-Gärten und Pflanzungen mit dunklen Gassen sowie Blumenbeete angelegt, und die Yankee Hall wandelte sich zu einem Hotel. Im Jahr 1872, als der Garten bereits in den Händen des 2. Visconde von Praia war, holte dieser portugiesische und englische Spezialisten. Diese führten eine Rekonstruktion des vorhandenen Kanals durch, bauten Höhlen und Alleen aus Buchsbaum, die Wege mit Orangenbäumen sind jedoch verschwunden. Es wurden Bäume aus Nordamerika, Australien, Neuseeland, China und Südafrika importiert.
In den 1930er Jahren wurde der Terra-Nostra-Park von Vasco Bensaude erworben, der in ihm vor allem eine Ergänzung zum Terra-Nostra-Hotel sah. Zu dieser Zeit erreichte der Park eine Ausdehnung von 12,5 ha, abwechselnd in Gärten und Wald gegliedert. Vasco Bensaude hatte großes Wissen in Botanik und Gartenbau, ebenso wie sein Gärtner schottischer Herkunft John McEnroy.
Eine der größten Attraktionen ist das Wasserbecken mit natürlich braunem Thermalwasser und einer Temperatur von 38 °C. Der Pool ist mit Steinmetzarbeiten versehen und von exotischen Pflanzen umgeben. Das Baden ist erlaubt, erfordert anschließend aber längeres Abduschen.
Vom Condé-Nast-Verlag wurde dieser Park als einer der schönsten der Welt bezeichnet. Der Park ist gegen Eintritt von 17 Euro öffentlich zugänglich.